# Obrożnik rdzawokarkowy
Obrożnik rdzawokarkowy (Melanopareia torquata) – gatunek małego ptaka z rodziny obrożników (Melanopareiidae). Występuje w Ameryce Południowej. Nie jest zagrożony wyginięciem.

## Podgatunki i zasięg występowania

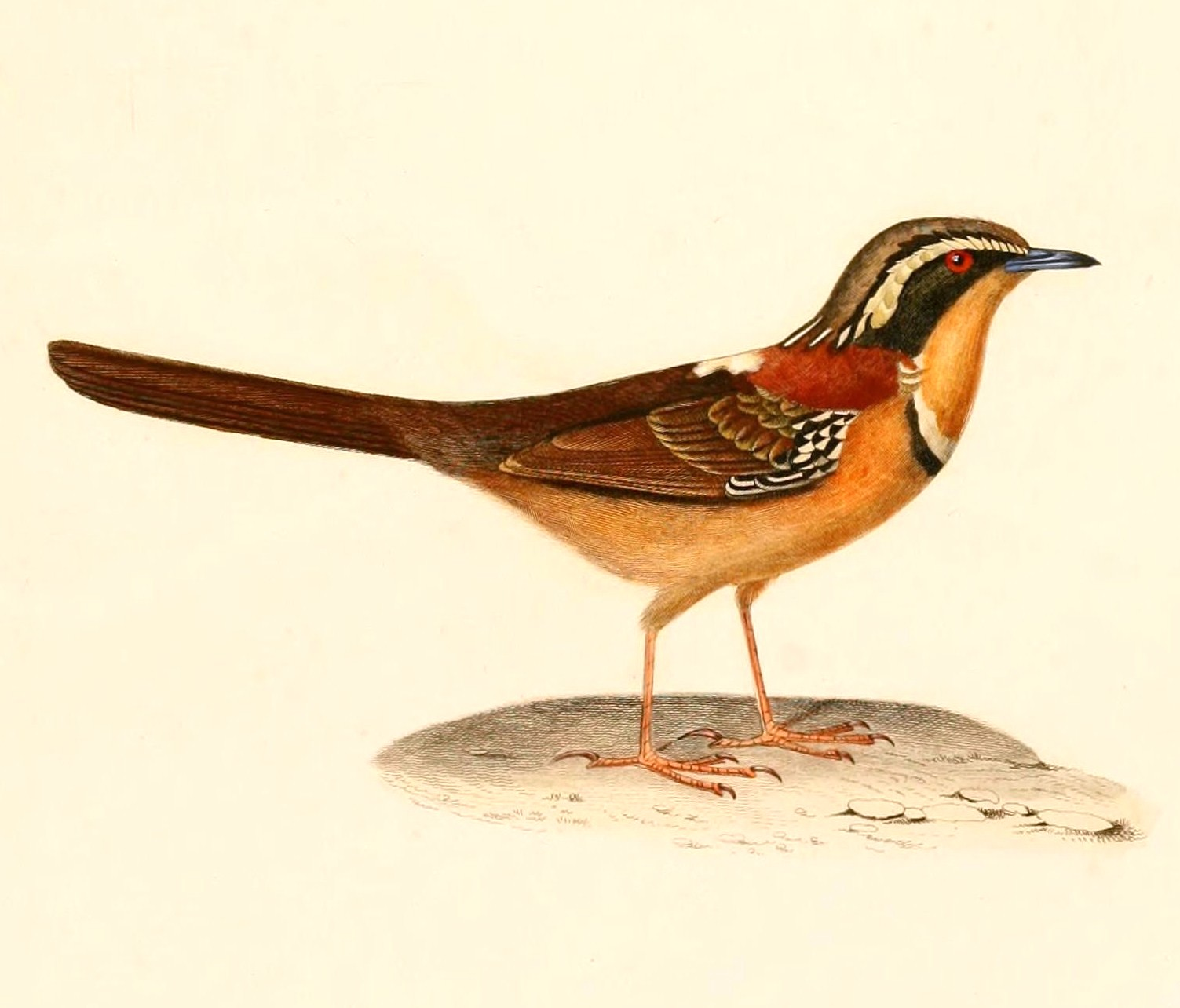
Podgatunek M. t. bitorquata (rycina z 1847)

Wyróżnia się następujące podgatunki:
- M. t. torquata (Wied-Neuwied, 1831) – obrożnik rdzawokarkowy[4] – wschodnia Brazylia
- M. t. rufescens Hellmayr, 1924 – centralna Brazylia i północno-wschodni Paragwaj
- M. t. bitorquata (d'Orbigny & Lafresnaye, 1837) – obrożnik ochrowy[4] – wschodnia Boliwia. IOC uznaje go za odrębny gatunek[5].

## Środowisko
Płaskie, trawiaste obszary z krzewami.

## Morfologia
Długość ciała wynosi około 12,7 cm, w tym ogona 55–73 mm i dzioba 10–13 mm. Na całej długości głowy biegnie przechodzący przez oko czarny pas. Brew biała, oddzielona od szarego wierzchu głowy czarnym paskiem. Gardło żółtawe, oddzielone od płowej piersi czarną półobrożą. Skrzydła i ogon brązoworude, pokrywy skrzydłowe posiadają białe obrzeżenie. Pomarańczowy kark. Dziób szaroniebieski.

## Lęgi
Poniższe dane pochodzą z badań przeprowadzonych w Brazylii w 2006 roku. Gniazdo mieści się w kępie trawy, z której jest zbudowane. Ma kulisty kształt, posiada boczne wejście. W lęgu dwa zielononiebieskie jaja o wymiarach około 20,3×15,6 mm. Inkubacja trwa 15–18 dni. Długość skoku pisklęcia wynosi 7,1 mm. Gniazdo bardzo podobne do gniazda obrożnika oliwkowego (M. maximiliani); znacznie różni się od gniazd krytonosów (Rhinocryptidae), do których wcześniej zaliczano obrożniki.

## Status
Obrożnik rdzawokarkowy klasyfikowany jest przez IUCN jako gatunek najmniejszej troski (LC, Least Concern) nieprzerwanie od 1988 roku. Liczebność populacji nie została oszacowana, ale ptak ten opisywany jest jako dość pospolity, ale rozmieszczony plamowo. Ze względu na brak dowodów na spadki liczebności bądź istotne zagrożenia dla gatunku BirdLife International uznaje trend liczebności populacji za stabilny.